# Distretto di Elías Soplín Vargas
Il distretto di Elías Soplín Vargas è uno dei nove distretti  della provincia di Rioja, in Perù. Si trova nella regione di San Martín e si estende su una superficie di 199,64 chilometri quadrati.

Istituito il 26 dicembre 1984, ha per capitale la città di Segunda Jerusalén; al censimento 2005 contava 7.940 abitanti.